# Рекиярви
Ре́кия́рви (фин. Rekijärvi) — пресноводное озеро на территории Лоймольского сельского поселения Суоярвского района Республики Карелии.

## Физико-географическая характеристика
Располагается на высоте 74,8 метров над уровнем моря.
Форма озера лопастная, продолговатая: оно более чем на один километр вытянуто с северо-запада на юго-восток. Берега изрезанные, каменисто-песчаные, местами заболоченные.
Из северо-западной оконечности озера вытекает безымянный водоток, впадающий с левого берега в реку Саркайоки, которая, в свою очередь, впадает в озеро Суйстамонъярви. Из последнего вытекает река Улмосенйоки, впадающая в озеро Янисъярви, через которое протекает река Янисйоки, впадающая в Ладожское озеро.
Ближе к западному берегу Рекиярви расположен один относительно крупный (по масштабам водоёма) остров Куурансаари (фин. Kuuransaari).
К северу от озера проходит дорога местного значения 86К-15 («Сюскюярви — Маткаселькя»).
Населённые пункты вблизи водоёма отсутствуют.
Название озера переводится с финского языка как «санное озеро».